# Юка Кашино
Юка Кашино (на японски: 樫野 有香 (Kashino Yuka) (Хирошима, 23 декември 1988), рождено име на Кашиюка (на японски: かしゆか – Kashiyuka; стилизирано KASHIYUKA), е японска певица и танцьорка, член на японската момичешка група Парфюм.

## Биография
Родена е в Хирошима и там прекарва детството си. Учи в местното училище за актьори със своите приятелки Аяка Нишиуаки (А~чан) и Аяно Омото (Ночи). Кашиюка и А~чан са първоначалните членове на триото, а Ночи се присъединява към тях по-късно.
Юка и Аяка формират триото през 2001 година заедно с първоначалния трети член на групата – Юка Кауашима, която малко след формирането му го напуска, за да следва образованието си. На нейно място идва Аяно по молба на Аяка, а преди да влезе в състава, не се е познавала все още с Юка.
Кашиюка е приятелка с певицата Кяри Памю Памю.
|  | Тази страница частично или изцяло представлява превод на страницата Yuka Kashino в Уикипедия на английски. Оригиналният текст, както и този превод, са защитени от Лиценза „Криейтив Комънс – Признание – Споделяне на споделеното“, а за съдържание, създадено преди юни 2009 година – от Лиценза за свободна документация на ГНУ. Прегледайте историята на редакциите на оригиналната страница, както и на преводната страница, за да видите списъка на съавторите. ВАЖНО: Този шаблон се отнася единствено до авторските права върху съдържанието на статията. Добавянето му не отменя изискването да се посочват конкретни източници на твърденията, които да бъдат благонадеждни. |